# Hermione (planetoïde)
(121) Hermione is een grote planetoïde in de planetoïdengordel, tussen de banen van de planeten Mars en Jupiter. Hermione heeft een onregelmatige vorm met een gemiddelde diameter van ongeveer 210 km en voltooit in 6,398 jaar een omloop rond de zon. Haar baan is ellipsvormig en de afstand tot de zon tijdens een omloop varieert sterk: tussen de 2,954 en 3,939 astronomische eenheden. Hermione heeft een kleine natuurlijke satelliet.

## Ontdekking en naam
Hermione werd op 12 mei 1872 ontdekt door de Canadese sterrenkundige James Craig Watson. Watson ontdekte in totaal 22 nieuwe planetoïden tussen 1863 en 1877.
Hermione is genoemd naar de Hermione, in de Griekse mythologie de dochter van koning Menelaos en Helena van Sparta.

## Eigenschappen
Hermione is een C-type planetoïde, wat betekent dat ze een relatief donker oppervlak heeft dat rijk is in organische verbindingen. Ze hoort bij de Cybelegroep, een groep planetoïden in banen in het buitenste deel van de planetoïdengordel.
Met adaptieve optiek slaagden sterrenkundigen van het Keck-observatorium in Hawaï er in 2003 in de vorm van Hermione te bepalen. De planetoïde heeft een langgerekte vorm bestaande uit twee lobben. De vorm van een sneeuwpop (twee deels overlappende bollen) komt het beste overeen met de waarnemingen. Omdat naast de vorm ook de massa bekend is, weet men dat Hermione een dichtheid van ongeveer 1,8 ± 0,2 g/cm3 moet hebben en de porositeit ongeveer 20% is. Dat is te weinig om een echte rubble pile te zijn. Waarschijnlijker is dat Hermione bestaat uit twee samengeklonterde objecten die tijdens de botsing deels poreus werden als gevolg van de schok.
De planetoïde draait in ongeveer 5,5 uur om haar eigen as. De draaias maakt een hoek van 73° met een lijn loodrecht op het baanvlak. Dankzij gegevens over de baan van haar maantje zijn de berekeningen van de massa en vorm van de planetoïde relatief nauwkeurig.

## Maan
In 2002 werd ontdekt dat Hermione een maantje heeft, dat de voorlopige naam S/2002 (121) 1 heeft gekregen. Het maantje heeft een diameter van 12 ± 4 km en bevindt zich op een gemiddelde afstand van ongeveer 768 km van Hermione vandaan. Een omloop rond Hermione duurt 2582 dagen.